# Sasaguri
Sasaguri (japanska: 篠栗町?, Sasaguri-machi) är en landskommun (köping) i Fukuoka prefektur i Japan. 